# Marcel Gori
Pour les articles homonymes, voir Gori.
 (août 2017).
Si vous disposez d'ouvrages ou d'articles de référence ou si vous connaissez des sites web de qualité traitant du thème abordé ici, merci de compléter l'article en donnant les références utiles à sa vérifiabilité et en les liant à la section « Notes et références ».
Marcel Gori (12 décembre 1924-11 avril 2006) est un écrivain français originaire de Philippeville (Skikda).
Il a publié plusieurs ouvrages sur son pays d'origine et est à l'origine de la revue L'Écho des Philippevillois et Constantinois.